# MSX
MSX ime je za standardnu arhitekturu za kućna računala koje je razvio Kazuhiko Nishi u 1980-ima kada je bio potpredsjednik Microsoft Japan. MSX računala nisu bila toliko popularna u SADu, kao recimo u sljedećim zemljama: Japanu, Srednjem Istoku, Sovjetskom Savezu, Nizozemskoj, Španjolskoj, Brazilu. Teško je ocijeniti koliko se MSX računala prodalo u svijetu, po nekim procjenama samo u Japanu prodano je preko 5 milijuna primjeraka, od kojih je velika većina bila kasnije generacije MSX računala.

## Slični sistemi
Prva inačica MSXa po skopovlju je veoma slična sljedećim sistemima:
- Spectravideo SV-328
- Sega SG-1000
- Memotech MTX
- ColecoVision

Najveća sličnost s MSX sistemima bilo je računalo Spectravideo SV-328, za koje je tvrtka Spectravideo tvrdila u nekim propagandnim materijalima da su "MSX kompatibilna" prije izlaska prvog MSX računala. Sistemi nisu bili potpuno kopatibilni, jer za korištenje MSX softvera bilo je potrebno raditi pretvaranje binarnog koda, ili upisivanje koda za MSX BIOS u Spectravideo SV-328 preko kasetofona ili disketne jedinice prije nego što bi se mogao koristiti softver koji je napisan za MSX. Kućna računala: Sega SG-1000, Memotech MTX i ColecoVision bila su po svojim tehničkim svojstvima blizu MSXa, ali nisu bila potpuno kompatibilna. Ali, softverske kuće koje su razvijale softver za navedena računala, mogle su napisati inačicu za MSX s malim preinakama. Slično su činile i softverske kuće koje su razvijale softver za ZX Spectrum, jer zbog sličnosti i temeljnom mikroprocesoru te grafičke razlučivosti, preinačenje za rad na MSXu nije bio toliko zahtjevan posao. Posao je bio puno lakši kada je Spectrum 128 dobio isti integrirani krug za zvuk kao MSX.

## Proizvođači
MSXSpectravideo, Philips, Al Alamia, Sony, Sanyo, Mitsubishi, Toshiba, Hitachi, National, Panasonic, Canon, Casio, Pioneer, Fujitsu General, Yamaha, JVC, Yashica-Kyocera, GoldStar, Samsung/Fenner, Daewoo/Yeno, Gradiente*, Sharp/Epcom, Talent.
MSX2Philips, Sony, Sanyo, Samsung, Mitsubishi, Victor (JVC), National, Panasonic, Canon, Yamaha, ACVS/CIEL*, DDX*, Daewoo/Yeno, NTT, Talent.
MSX2+Sony, Sanyo, Panasonic, ACVS/CIEL*, DDX*.
MSX TurboRPanasonic.
Opaska *: klonovi/kopije bez licence

## Tehnička svojstva

### MSX
- Mikroprocesor: Zilog Z80A
  - Takt: 3.58 Mhz
- ROM
  - BIOS (16 KB)
  - MSX BASIC V1.0 (16 KB)
- RAM : minimum 8 Kb, 32 KB, 64 Kb a neki do 128 KB
- Grafika i znakovi
  - Video procesor: obitelj Texas Instruments TMS9918
    - Video RAM: 16 KB
    - Znakovne vrste: 40x25, 32x24
    - Razlučivost: 256x192 točaka u 15 boja + prozirnost. Video izlaz s MSX računala mogao se staviti preko izlaza nekog drugog video signala, npr. titlovanje filmova
- Zvuk: General Instrument AY-3-8910

## Franšize koje su razvijene na MSXu
- Aleste i Zanac (zadnja igra je razvijena i doživjela izdanje za FDS)
- Bomberman
- Penguin Adventure
- Eggerland
- Metal Gear
- Parodius
- Puyo Puyo